# Stenomicra flava
Stenomicra flava är en tvåvingeart som beskrevs av Papp 2006. Stenomicra flava ingår i släktet Stenomicra och familjen savflugor.
Artens utbredningsområde är Thailand. Inga underarter finns listade i Catalogue of Life.